# Brabus
Brabus GmbH (stiliseret med store bogstaver) er en tysk eftermarked-tuningvirksomhed, der blev grundlagt i 1977 i Bottrop (Ruhr-distriktet). Brabus specialiserer sig særligt i biler fra Mercedes-Benz, Maybach og Smart. De har dog også modificeret andre bile, inklusive Porsche.

## Biler
Firmaet har bygget specialudgaver af Mercedes-Benz, Maybach, Rolls-Royce, Porsche og Smart.

### Mercedes-Benz A-klasse
- Brabus B18 (Mercedes-Benz A-klasse, W177 Platform) 2.0 litre (A 180)
- Brabus B25 S (Mercedes-Benz A-klasse, W177 Platform) 2.0 litre (A 250)
- Brabus B35/B35S (Mercedes-Benz A-klasse, W177 Platform) 2.0 litre (AMG A 35)
- Brabus B45 (Mercedes-Benz A-klasse, W177 Platform) 2.0 litre (AMG A 45)

### Mercedes-Benz C-klasse
- Brabus Bullit (Mercedes-Benz C-klasse, W204 Platform) 6.3 litre twin turbo V12
- Brabus C V8S (Mercedes-Benz C-klasse, W203 Platform) 6.1 litre V8 with enhanced camshaft profiles and higher output
- Brabus C V8 (Mercedes-Benz C-klasse, W203 Platform) 5.8 or 6.1 litre V8
- Brabus C V8 (Mercedes-Benz C-klasse, W202 Platform) 5.8 litre V8
- Brabus C 3.6 (Mercedes-Benz C-klasse, W202 Platform) 3.6 litre I6
- Brabus B18 (Mercedes-Benz C-klasse, W205 Platform) 2.0 litre I4 turbo (C 180)
- Brabus B20 (Mercedes-Benz C-klasse, W205 Platform) 2.0 litre I4 turbo (C 200)
- Brabus B25 (Mercedes-Benz C-klasse, W205 Platform) 2.0 litre I4 turbo (C 250)
- Brabus B30 (Mercedes-Benz C-klasse, W205 Platform) 2.0 litre I4 turbo (C 300)
- Brabus 410 (Mercedes-Benz C-klasse, W205 Platform) 3.0 litre V6 twin-turbo (C 450 4MATIC)
- Brabus 450 (Mercedes-Benz C-klasse, W205 Platform) 3.0 litre V6 twin-turbo (AMG C43 4MATIC)
- Brabus D3 (Mercedes-Benz C-klasse, W205 Platform) 2.1 litre I4 turbodiesel (C 220 CDI)
- Brabus D3 S (Mercedes-Benz C-klasse, W205 Platform) 2.1 litre I4 turbodiesel (C 220d)
- Brabus D4 (Mercedes-Benz C-klasse, W205 Platform) 2.1 litre I4 turbodiesel (C 250 BlueTec)
- Brabus D4 S (Mercedes-Benz C-klasse, W205 Platform) 2.1 litre I4 turbodiesel (C 250d)
- Brabus D22 (Mercedes-Benz C-klasse, W205 Platform) 2.0 litre I4 turbodiesel (C 220d)
- Brabus D30E (Mercedes-Benz C-klasse, W205 Platform) 2.0 litre I4 turbodiesel + electric motor (C 300de)
- Brabus 600 (Mercedes-Benz C-klasse, W205 Platform) 4.0 litre V8 twin-turbo (AMG C63)
- Brabus 650 (Mercedes-Benz C-klasse, W205 Platform) 4.0 litre V8 twin-turbo (AMG C63 S)
- Brabus B30 (Mercedes-Benz C-klasse, W206 Platform) 2.0 litre I4 turbo (C 300 4MATIC)
- Brabus D30 (Mercedes-Benz C-klasse, W206 Platform) 2.0 litre I4 turbo (C 300d)

### Mercedes-Benz CL-klasse
- Brabus SV12 S Coupé (CL 600)
- Brabus T 13 Coupé (CL 600)
- Brabus T65S (CL65 AMG)

### Mercedes-Benz CLS-klasse
- Brabus Rocket (CLS-klasse)
- Brabus CLS K8 C219

### Mercedes-Benz E-klasse
- Brabus v8 B11
- Brabus E V12 (E-klasse)
- Brabus E V12T- The Mercedes E-klasse Wagon-based V12T utilized a 7.3L V12 from the SL73 AMG roadster, the Brabus Sport Wagon had 582 hk. og 571 lb⋅ft (774 N⋅m) torque, syv sæder
- Brabus E V12 S
- Brabus Black Baron (E-klasse)
- Brabus E55 K8 W211 (comes with 6 exhaust pipes)

### Mercedes-Benz G-klasse
- Brabus G 3.6 (G-klasse)
- Brabus G55 AMG K8
- Brabus G V12 (G-klasse)
- Brabus V12 S (G-klasse)
- Brabus 700 G63 AMG 6x6
- Brabus 800 Widestar (G-klasse)[2] — Brabus 800 Widestar is powered by a four-liter eight-cylinder twin-turbo engine. The top speed is electronically limited to 240 km. Brabus also offers a separate Widestar body kit that can transform modern G-klasse SUVs to the Brabus 800 Widestar model.[3]
- Brabus G 900 V12 "1 OF 10"[4]
- Brabus G 900 ROCKET EDITION "1 OF 25"[5]
- Brabus G 800 XLP (Adventure, Superblack, Superwhite) (4x4 pickup truck)
- Brabus G 900 XLP "1 OF 10"[6]
- Brabus G P 900 ROCKET EDITION "1 OF 10"(four wheel pickup truck)[7]
- Brabus G CRAWLER "1 OF 15"

### Mercedes-Benz GLE-klasse
- Brabus GLE 850
- Brabus GLE 900 ROCKET EDITION "1 OF 25"(based from Mercedes-AMG GLE 63 S W167 Coupé, fastest SUV car in the world)[8]

### Mercedes-Benz GLK-klasse
- Brabus GLK V8 (GLK-klasse) v8 201
- Brabus GLK V12

### Mercedes-Benz GLS-klasse
- Brabus GLS 850
- Brabus GLS 900

### Mercedes-Benz ML-klasse
- Brabus ML 63 Biturbo (ML 63)
- Brabus ML 7.3 (w163) V12- 1998 Guinness verdensrekord.

### Mercedes-Benz S-klasse
- Brabus S500 (5.0l V8)
- Brabus SV12 S Limousine (S)
- Brabus T 13 Limousine (s 640)
- Brabus T65S (S65 AMG)
- Brabus SV12 R (S600) iBusiness (750 hp)
- Brabus SV12 R (S600) iBusiness/ Limousine (800 hp)
- Brabus 850 S63 AMG iBusiness/ Limousine (850 hp/1450 Nm)
- Brabus Rocket 900 (900 hp/1500Nm)
- Brabus S K8 W220

### Mercedes-Benz SL-klasse, SLK-klasse and SLS-klasse
- Brabus SV12 S Roadster (SL600)
- Brabus T 13 Roadster (CL600)
- Brabus T65S (SL65 AMG)
- Brabus SL 55 K8 Roadster (SL55)
- Brabus SL 65 Roadster AMG (SL65 AMG Daniel Madar)
- Brabus SLK 6.5 (6.5L V8)
- Brabus SLS 700 BiTurbo

### Mercedes-AMG GT
- Brabus Rocket 900 "ONE OF TEN"

### Mercedes-Benz Viano
- Brabus 6.1 V8 Bi-Turbo (n, hk Viano 3.2 long)

### Maybach
- Brabus SV12 S (Maybach 57(S) / 62(S))

### Smart ForTwo
- Brabus Fortwo Edition Red - 35 Coupé og 15 Cabrio modeller.
- Brabus Canada 1 (smart fortwo 450 cdi coupé and convertible) - 4 til Canada (3 rød EB6), 1 hvid).
- Brabus edit10n (smart fortwo 451 70 HP coupé) - 10 made for Canada - all Grey metallic/tan leather
- Brabus Ultimate 112 (smart fortwo cabriolet)
- Brabus electric drive (smart fortwo electric vehicle)[9]

### Smart Roadster
- Smart Roadster Coupé Racing RCR Edition 50 bygget af Brabus
- Smart roadster Brabus (slight hatchback design)
- Smart roadster-coupe Brabus
- Smart roadster-coupe Brabus biturbo - 10 made

### Smart ForFour
- Smart forfour Brabus
- Smart forfour Brabus Hugo Boss special edition - 5 pcs.

### Rolls-Royce Ghost
- Brabus 700 (Rolls-Royce Ghost) 2nd Generation 6.75 liter V12

### Porsche
- Brabus 820[10] (Porsche 911 Turbo S)
- Brabus for Porsche Taycan Turbo S[11]

### KTM
- Brabus 1300R
- Brabus 1300R Edition23[12]

### Range Rover
- Brabus 600 (P530)

Baseret på Range Rover P530

### Unimog
- Brabus U500 Black edition

Baseret på Unimog 405.